# Alfred Vogt (Konstrukteur)
Alfred Vogt (* 12. August 1917 in Lundenburg; † 12. Mai 2002 in Villingen-Schwenningen) war ein deutscher Konstrukteur von Segelflugzeugen.

## Beruflicher Werdegang
Vogt legte 1940 seine Ingenieursprüfung an der Technischen Hochschule Brünn ab. Er arbeitete ab 1955 abwechselnd bei Schempp-Hirth (Kirchheim), Binder-Aviatik (Donaueschingen), sowie bei Wagner-Helikopter (Friedrichshafen). Er war auch freiberuflich tätig, um sich mit der Motorisierung von Segelflugzeugen zu befassen.

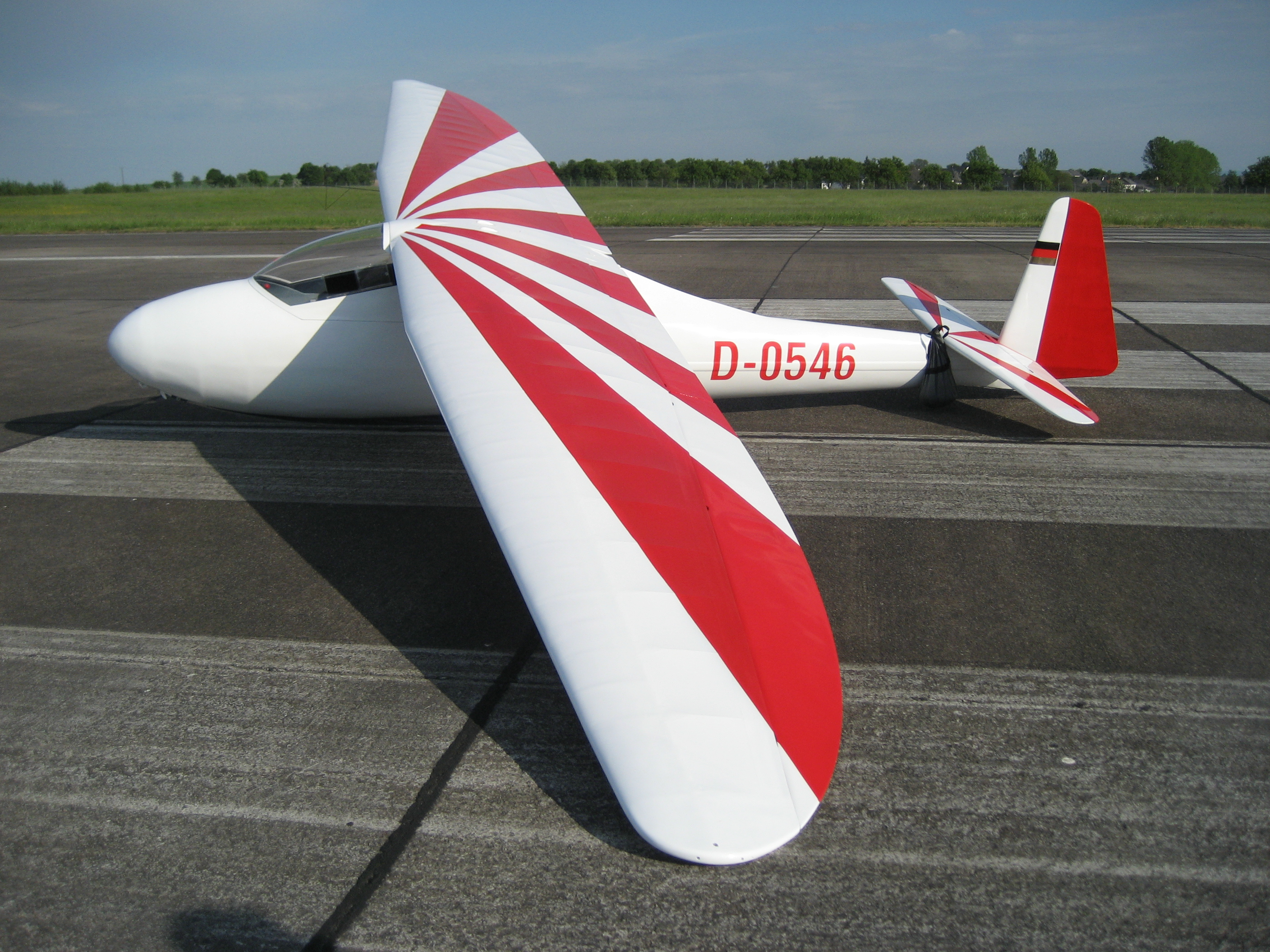
Lo-100, D-0546 „Alfred Vogt“

## Konstruktionen
Die Brüder Lothar und Alfred Vogt entwickelten und bauten ab 1935 im Sudetenland die Lo 105 (Erstflug 1936 Fluggelände der Brünner Segelfluggruppe). Das Typenkürzel „Lo“ soll an den im September 1938 an Lungenentzündung verstorbenen Bruder Lothar erinnern, die Typnummer „105“ steht für die Spannweite (105 dm/10,5 m). Nach dem Krieg entwickelte Alfred Vogt aus dem verschollenen Prototyp die Lo 100 „Zwergreiher“ – der Prototyp wurde im Jahr 1952 in Peißenberg (Oberbayern) fertiggestellt. Auf dieser Basis wurde durch Verlängerung des Flügels das Wölbklappenflugzeug Lo 150 entwickelt. Ab ca. 1960 entstand das Leistungssegelflugzeug Lo 170 mit 17 m Spannweite in Gemischtbauweise.